# The Boom Room
The Boom Room is een radioprogramma van de Nederlandse radiozender SLAM! waarin elektronische muziekgenres zoals techno, deephouse, techhouse en melodic techno centraal staan.
Het programma wordt elke zaterdagavond van 20.00 tot 24.00 uur uitgezonden. In de eerste twee uur draait dj Kenny Dansen een mix van de nieuwste tracks. Het programma wordt gepresenteerd door Raoul Schram, die wekelijks gastartiesten ontvangt in de studio.
Enkele bekende dj's die in The Boom Room hebben gedraaid zijn onder anderen: Carl Cox, Kevin Saunderson, Dubfire, Maceo Plex, Eelke Kleijn, Olivier Weiter, Luuk van Dijk en Reinier Zonneveld.
In januari 2021 werd het programma genomineerd voor de Gouden RadioRing 2020.

Op 18 mei 2025 maakte Gijs Alkemade tijdens aflevering 561 bekend dat hij op 7 juni 2025 stopt met de presentatie van The Boom Room, precies 11 jaar na de eerste uitzending. Het programma blijft bestaan, maar de opvolger is nog niet bekendgemaakt.